# Полосатый совиный козодой
Полосатый совиный козодой, или совиный лягушкорот Беннета (лат. Aegotheles bennettii), — вид птиц из семейства совиных козодоев. Оперение у птиц сверху тёмное с тонкими светлыми полосками, хвост также полосатый. Оперение снизу — светлое с различными пятнами и полосами. Половой диморфизм отсутствует, так же как и цветовые морфы. От других совиных козодоев, обитающих на острове Новая Гвинея, отличается сильно редуцированным полуворотником, иногда состоящим лишь из нескольких перьев.
Полосатый совиный козодой был впервые описан Томмазо Сальвадори и Луиджи Мария Д’Альбертис в 1875 году. Международный союз орнитологов выделяет три подвида, которые, помимо ареала, различаются размерами и окраской. Aegotheles affinis и Aegotheles terborghi некоторыми учёными рассматриваются в составе полосатых совиных козодоев.

## Описание
Совиный козодой с телом длиной 20—23 см и массой 45—47 г (по другим данным, тело имеет длину 20—24,5 см). Длина крыла у номинативного подвида составляет 114—128 мм у самцов и 116—130 мм у самок, хвоста — 98—120 мм и 106—125 мм, соответственно.
Оперение в верхней части тёмно-коричневое, почти чёрное — или чёрно-серое с тонкими серовато-белыми или бежевыми полосками. Выделяются широкие светлые брови и светлый полуворотник на шее, иногда состоящий лишь из нескольких перьев, кроющие перья уха окрашены в серые или бежевые цвета. Хвост черновато-коричневый или почти чёрный, полосатый. Из 10—12 узких светлых полос на хвосте обычно можно увидеть только 8—11. Оперение снизу светлое, сероватое или беловатое, с большими неравномерными пятнами и полосами. Полосы чаще встречаются под крыльями или по бокам груди и реже на животе, подхвостье и горле. Клюв тёмно-коричневый, чёрный или серый. Глаза коричневые или тёмно-коричневые. Лапы светло-коричневого, светло-жёлтого или телесного цвета. У птиц отсутствуют светлые пятна-маркеры на крыльях и хвосте. Половой диморфизм отсутствует, так же как и цветовые морфы. Только что вылетевшие из гнезда птенцы обычно отличаются ещё менее заметным полуворотником.
Подвиды полосатого совиного козодоя различаются размерами и окраской. Оперение Aegotheles bennettii wiedenfeldi идентично номинативному подвиду либо темнее, однако сами птицы крупнее, у Aegotheles bennettii plumifer заметно меньше пятен на груди, однако преобладающий цвет лица и оперения снизу светлее, иногда рыжеватый. Совиный козодой Уоллеса, который обычно обитает на бо́льших высотах, обладает более тёмным оперением сверху и на груди, белыми пятнами-маркерами на кроющих перьях крыла, менее заметными маркерами на голове и сильно редуцированным полуворотником, который почти не видно. Австралийский совиный козодой немного крупнее, кроющие перья уха у него рыжие, светлые полосы на хвосте шире, чем у полосатого, а пятна на груди менее заметны.
Как и остальные представители семейства, полосатые совиные козодои ведут преимущественно ночной образ жизни, а день пережидают в дуплах деревьев, причём могут использовать дупло по несколько месяцев. Всего один раз птицу отметили на ветке около дупла. Известные звуковые сигналы полосатого совиного козодоя напоминают таковые у австралийского представителя семейства. Позывки представляют собой нисходящую трель «churr», а песни напоминают грубый собачий лай «wra, wra» или «ap … ap … ap». Ответные позывки более походят на частый крик «chyek … chyek». Ночные сигналы для подвида Aegotheles bennettii plumifer были записаны на острове Гуденаф. Они представляют собой скорбный «U whoa whoa» с паузой после первого звука.

## Распространение
Птицы обитают на острове Новая Гвинея и некоторых соседних островах на территории Индонезии и Папуа — Новой Гвинеи. Площадь ареала, предположительно, составляет 661 000 км². Полосатые совиные козодои предпочитают равнинные леса и опушки леса. Номинативный подвид редко можно встретить на высоте выше 800 м над уровнем моря, однако Aegotheles bennettii plumifer обитают на высоте до 1100 м. В связи с тем, что на острове Новая Гвинея остаётся много регионов с подходящей для полосатых совиных козодоев средой обитания, Международный союз охраны природы относит птиц к видам, вызывающим наименьшие опасения, поскольку номинативный подвид не является редким, а информация по другим подвидам отсутствует. Птицы, предположительно, ведут оседлый образ жизни.
Исследования американского биолога Джека Думбахера и других показали, что в Новой Гвинее географическое разделение птиц обусловлено не только горным, но и равнинным ландшафтом. В частности, в равнинах на севере острова обитает подвид Aegotheles bennettii bennettii, а на юге — Aegotheles bennettii wiedenfeldi, оба небольшого размера. На западе острова в горах Арфак на полуострове Чендравасих обитает Aegotheles affinis, недавно выделенный в отдельный вид, а на востоке острова — также недавно выделенный в отдельный вид Aegotheles terborghi (долгое время был известен только по одному экземпляру, найденному в районе Каримуи). Карликовый Aegotheles bennettii plumifer обитает на островах Д’Антркасто юго-восточнее Новой Гвинеи.

## Питание
Совиные козодои являются насекомоядными птицами. Информация о рационе и особенностях охоты полосатого совиного козодоя отсутствует.

## Размножение
Очень немного известно о размножении полосатых совиных козодоев. Вылетевших из гнезда птенцов отмечали в октябре, самок с яйцами в яичниках — в конце декабря, а гнездо с двумя яйцами — в сентябре. Информация о размере кладки отсутствует. Полосатые совиные козодои откладывают белые яйца без отметин размером 28,4—32 × 21,5—23,5 мм у номинативного подвида и 31,4—32,2 × 24,3—24,8 мм — у Aegotheles bennettii wiedenfeldi.

## Систематика
Полосатый совиный козодой был впервые описан итальянскими орнитологами Томмазо Сальвадори (1835—1923) и Луиджи Мария Д’Альбертис (1841—1901) в 1875 году на основе самца и самки, полученных около населённого пункта Холл-Саунд (Hall Sound) на юго-востоке Новой Гвинеи. Вид назван в честь австралийского натуралиста Джорджа Беннетта (1804—1893). Наряду с австралийским (Aegotheles cristatus) и черноспинным (Aegotheles savesi) совиными козодоями учёные относят данный вид к «наиболее развитым» представителям семейства.
Учёные выделяют австралийских совиных козодоев, полосатых совиных козодоев, Aegotheles albertisi и совиных козодоев Уоллеса (Aegotheles wallacii) в отдельную группу малых совиных козодоев внутри семейства. Эта группа считается сестринской по отношению к молуккским совиным козодоям (Aegotheles crinifrons).
Полосатые совиные козодои находятся в близком родстве с австралийскими совиными козодоями и Aegotheles affinis, в разное время учёные считали их конспецифическими видами. Разделение полосатых и австралийских совиных козодоев было подтверждено, когда на острове Новая Гвинея нашли представителей австралийского вида. Aegotheles affinis долгое время считали подвидом либо австралийского совиного козодоя, например, в работе канадского орнитолога Остина Лумера Рэнда (1905—1982) и американского орнитолога Эрнеста Томаса Гиллиарда (1912—1965), опубликованной в 1967 году, либо полосатого совиного козодоя, в работах Дэвида Холояка 2001 года и американского биолога Эрнста Майра (1904—2005) 1941 года; на основании молекулярных исследований американского биолога Джека Думбахера и других, опубликованных в 2003 году, этот таксон был выделен в отдельный вид.
Ещё позже статус отдельного вида получил Aegotheles terborghi. В исследованиях Думбахера было предложено считать его подвидом Aegotheles affinis, такой же классификации придерживался HBW Alive. Однако в более поздней работе Beehler & Pratt, опубликованной в 2016 году, несмотря на выделение Aegotheles affinis в отдельный вид, данный подвид относится к Aegotheles bennettii. Такой же классификации придерживаются Маркус Лагерквист (Markus Lagerqvist), Эшли Банвелл (Ashley Banwell), Рождер Макнейл (Roger McNeill), обнаружившие птиц в 2016 году. Вместе с тем, Международный союз орнитологов рассматривает отдельный вид Aegotheles terborghi.
Международный союз орнитологов выделяет три подвида:
- Aegotheles bennettii wiedenfeldi Laubmann[англ.], 1914 — на севере Новой Гвинеи, севернее реки Таритату[англ.][3][4];
- Aegotheles bennettii bennettii Salvadori & D'Albertis, 1875 — на юге и юго-востоке Новой Гвинеи от реки Кумб[англ.] да залива Милн[англ.][3][4];
- Aegotheles bennettii plumifer Ramsay, 1883 — на островах Фергуссон и Гуденаф архипелага Д’Антркасто[3][4].

Неизвестно, какой подвид обитает на островах Ару.